# Karl Inderfurth
Karl Inderfurth (* 1948) ist ein deutscher Logistikwissenschaftler. Er war Inhaber des Lehrstuhls für Betriebswirtschaftslehre (insbesondere Produktion und Logistik) der Universität Magdeburg.

## Leben
Inderfurth studierte Wirtschaftswissenschaften an der Universität Bonn und promovierte 1975 an der Freien Universität Berlin, wo er sich 1981 habilitierte.

## Werk
Inderfurth hat in einer großen Reihe namhafter Fachzeitschriften publiziert, darunter im International Journal of Production Economics, in Operations Research und in OR Spectrum.